# Radosavska
Radosavska (en serbe cyrillique : Радосавска) est un village de Bosnie-Herzégovine. Il est situé sur le territoire de la ville de Banja Luka et dans la république serbe de Bosnie. Selon les premiers résultats du recensement bosnien de 2013, il compte 276 habitants.

## Géographie
Le village est situé sur les bords de la rivière Prijeka et à la confluence des rivières Brkolosa et Piskavička rijeka.

## Démographie

### Évolution historique de la population dans la localité
| 1948 | 1953 | 1961 | 1971 | 1981 | 1991 | 2013 |
| ---- | ---- | ---- | ---- | ---- | ---- | ---- |
| -    | -    | 920  | 861  | 734  | 514  | 276  |

|  |